# Bjørn Ingemann Bisserup
Bjørn Ingemann Bisserup, född den 13 april 1960 i Köpenhamn, är en dansk general som mellan 2017 och 2020 var Danmarks försvarschef. Han var Danmarks försvarsstabschef 2008-2017 och är sedan 2009 kommendör av Dannebrogsorden.

## Försvarschef
Han har vid två tillfällen agerat tillförordnad försvarschef. Den första gången var mellan den 5 oktober och 15 november 2009 och den andra mellan den 1 januari och den 19 mars 2012.
Första gången så lämnade han tillförordnandet eftersom han inte ville bli permanent försvarschef.  Anledningen till det andra tillförordnandet var att den gamla, Knud Bartels, som valts till ordförande i NATO:s militärkommitté, fick tillträda ett halvår tidigare än beräknat då hans företrädare, Amiral Giampaolo Di Paola, utsågs till Italiens försvarsminister den 16 november 2011. I november 2016 utnämndes Bisserup till permanent försvarschef och tillträdde denna befattning den 10 januari 2017. 